# Eurovision Song Contest 1995
Eurovision Song Contest 1995 blev afholdt i Irland for 3. gang i træk, og i hovedstaden Dublin for 2. år i træk, da Irland vandt Eurovision Song Contest 1994. Mary Kennedy var aftenens værtinde. Der deltog 23 lande. Norge vandt med "Nocturne", som blev fremført af Secret Garden. Danmark fik en 5. plads med "Fra Mols til Skagen", som blev fremført af Aud Wilken.

## Baggrund
Irland var igen vært og nu for tredje år i træk. Denne gang måtte RTE bede EBU ændre reglerne således, at hvis Irland vandt skulle de ikke være værter endnu en gang. Det blev dog ikke nødvendigt, i det Norge vandt, men det blev kun til et års pause for RTE før de igen skulle være værter. Danmark var igen med, da vi havde holdt pause året før. EBU lavede nu en regel om at kun 23 lande måtte deltage, fordi showet ikke måtte være længere end tre timer.

### Deltagerne
Luxembourg meddelte nu at de ingen planer havde om at deltage i konkurrencen igen. Italien ønskede heller ikke at være med dette år. Der kom ingen nye lande til dette år, men til gengæld vendte Belgien, Israel, Slovenien, Tyrkiet og sidst, men ikke mindst, Danmark tilbage. Til gengæld måtte to af de oprindelige syv Eurovision Song Contest-deltagerlande, Holland og Schweiz, ikke være med, grundet deres dårlige placeringer i 1994. Estland, Litauen, Rumænien og Slovakiet, som alle havde debuteret året før, måtte også sidde over i 1995 grundet dårlige placeringer. Det samme måtte Finland. Der var mange forskellige musikstilarter i årets konkurrence, modsat de senere års balladedominerede konkurrencer. Bl.a. var der hip hop fra Storbritannien, en minimalistisk popsang fra Danmark, en meget musicalinspireret sang fra Cypern, en moderne R'n'B inspireret sang fra Østrig, operamusik fra Kroatien, samt en næsten instrumental new age ballade fra Norge som gik hen og vandt det hele. Rusland sendte sin allerstørste stjerne, Philipp Kirkorov, som dog ikke havde meget succes. Han skulle dog vende tilbage som komponist mange år senere, med meget stor succes. Årets største skandale kom i værtslandets eget bidrag. Onde tunger hævdede, at RTE som nu arrangerede konkurrencen for 3. år i træk, for alt i verden ikke ville være værter igen i 1996 grundet økonomien, og derfor havde valgt en sang for Irland som absolut ingen vinderchancer havde. Eddie Friels sang "Dreaming" måtte ikke bare nøjes med disse spekulationer, men fik også beskyldninger for at være et plagiat af Julie Felix sangen "Moonlight". Det blev dog opdaget ret sent, og EBU turde trods alt ikke at smide værtsnationen ud af konkurrencen.

### Produktionen
Det var året hvor Eurovision Song Contest kunne fejre 40 års jubilæum. Derfor startede showet med et tilbageblik på tidligere shows. Årets vært Mary Kennedy indtog scenen fra en kæmpemæssig trappe, som efterfølgende forsvandt op i loftet. Sådan blev scenen afsløret, som i 1995 havde et noget mørkere og mere mystisk udseendet end tidligere. Dette udtryk faldt især i god jord under new age bidraget "Nocturne" fra Norge, som jo som bekendt også gik hen og vandt. Måske var sceneudtrykket en hjælpende hånd i denne sejr, for det passede utroligt godt til sangen. I øvrigt kunne baggrunden skifte effekter, afhængigt af det ønskede udtryk. Scenen var designet af Alan Farquharson, som også havde designet scenen i 1993. Man havde inden showet frygtet, at RTE havde været nødt til at skære ned på scenedekorationen for at få råd til det, efter allerede at have været vært i både 1993 og 1994, men scenen i 1995 fik ros for at være rigtig flot. Pauseunderholdningen kunne dog ikke leve op til kæmpesuccessen fra året før, hvor Riverdance prydede scenen. I 1995 var det sanggruppen Lumen, som bl.a. bestod af Brian Kennedy, der skulle repræsentere landet 11 år senere. Han blev også senere kendt for at synge den oprindelige udgave af "You raise me up", som senere er blevet indspillet af flere hundrede artister. Ironisk nok, er den sang skrevet af Rolf Løvland som vandt Eurovision Song Contest 1995 med "Nocturne".

### Resultatet
Norge vandt en overraskende sejr, med sin ordfattige ballade. Selvom Irland for første gang siden 1991 ikke vandt, så havde de alligevel en finger med i spillet. Violinisten i "Nocturne" var irsk. Værtslandet Irland fik kun en 14. plads. Om RTE havde valgt rigtigt med en sang der ingen vinderchancer havde, eller om snakken om kopiering sænkede Eddie Friel finder ingen nok ud af. 2. pladsen gik til Spanien, mens Sverige og Danmark sørgede for at det var et fantastisk år for Skandinavien, med en henholdsvis 3. og 5. plads. Storbritanniens hip hop sang fik kun en 10. plads. Sidstepladsen gik til Tyskland, og det gik også dårligt for både Ungarn og Polen, som sammen med Irland havde dannet top 4 året før.

## Deltagere og resultater
| Sang nr. | Land                | Solist                | Sang                         | Plads | Point |
| -------- | ------------------- | --------------------- | ---------------------------- | ----- | ----- |
| 1        | Polen               | Justyna               | Sama                         | 18    | 15    |
| 2        | Irland              | Eddie Friel           | Dreamin'                     | 14    | 44    |
| 3        | Tyskland            | Stone and Stone       | Verliebt in Dich             | 23    | 1     |
| 4        | Bosnien-Hercegovina | Davor Popovic         | Dvadeset i prvi vijek        | 19    | 14    |
| 5        | Norge               | Secret Garden         | Nocturne                     | 1     | 148   |
| 6        | Rusland             | Philipp Kirkorov      | Kolybelnaya dlya vulkana     | 17    | 17    |
| 7        | Island              | Bo Halldórsson        | Núna                         | 15    | 31    |
| 8        | Østrig              | Stella Jones          | Die Welt dreht sich verkehrt | 13    | 67    |
| 9        | Spanien             | Anabel Condé          | Vuelve conmigo               | 2     | 119   |
| 10       | Tyrkiet             | Arzu Ece              | Sev                          | 16    | 21    |
| 11       | Kroatien            | Magazin & Lidija      | Nostalgija                   | 6     | 91    |
| 12       | Frankrig            | Nathalie Santamaria   | Il me donne rendez-vous      | 4     | 94    |
| 13       | Ungarn              | Csaba Szigeti         | Új név a régi ház falán      | 22    | 3     |
| 14       | Belgien             | Frédéric Etherlinck   | La voix est libre            | 20    | 8     |
| 15       | Storbritannien      | Love City Groove      | Love City Groove             | 10    | 76    |
| 16       | Portugal            | To Cruz               | Baunilha e chocolate         | 21    | 5     |
| 17       | Cypern              | Alexandros Panayi     | Sti fotia                    | 9     | 79    |
| 18       | Sverige             | Jan Johansen          | Se på mej                    | 3     | 100   |
| 19       | Danmark             | Aud Wilken            | Fra Mols til Skagen          | 5     | 92    |
| 20       | Slovenien           | Darja Švajger         | Prisluhni mi                 | 7     | 84    |
| 21       | Israel              | Liora                 | Amen                         | 8     | 81    |
| 22       | Malta               | Mike Spiteri          | Keep Me in Mind              | 10    | 76    |
| 23       | Grækenland          | Elina Konstantopoulou | Pia prosefhi                 | 12    | 68    |